# Терское (Чечня)
Те́рское (чечен. ЧӀаьнти-Юрт) — село в Грозненском районе Чеченской Республики. Административный центр Терского сельского поселения.

## География
Село расположено на правом берегу реки Терек, в 29 км к северу от города Грозный.
Ближайшие населённые пункты: на севере — село Новотерское, на северо-востоке — село Левобережное, на востоке — село Правобережное, на юго-западе — село Кень-Юрт и на северо-западе — станица Калиновская.

## История

### В древности
В 1949 году археологом Савостьяновым у села обнаружено древнее городище — Шеды-юртовское. Городище располагалось на правом высоком берегу Терека, было укреплено валами и рвом,  Сегодня, по всей видимости, городище полностью ушло под застройку. Обнаруженная керамическая утварь позволяют выделить два периода обитания: скифское время и эпоху средневековья.

### XIX—XX века
Село основано в 1845 году, выходцами из тайпа ЧIантий.
В 1944 году после депортации чеченцев и ингушей и упразднения Чечено-Ингушской АССР, селение Шеды-Юрт было переименовано в Терское.

## Население
| 1990  | 2002  | 2010  | 2012  | 2013  | 2014  | 2015  |
| ----- | ----- | ----- | ----- | ----- | ----- | ----- |
| 987   | ↗1224 | ↗1341 | ↗1378 | ↗1384 | ↗1406 | ↗1422 |
| 2016  | 2017  | 2018  | 2019  | 2020  | 2021  | 2023  |
| ↗1440 | ↗1449 | ↗1457 | ↗1489 | ↗1520 | ↘1513 | ↗1560 |
| 2024  |       |       |       |       |       |       |
| ↗1562 |       |       |       |       |       |       |

Национальный состав
По данным Всероссийской переписи населения 2010 года:
| № | Национальность | Численность, чел. | Доля    |
| - | -------------- | ----------------- | ------- |
| 1 | чеченцы        | 1 332             | 99,33 % |
| 2 | другие         | 9                 | 0,67 %  |

## Образование
- Терская муниципальная средняя общеобразовательная школа[23].